# (1208) Troilus
(1208) Troilus  ist ein Asteroid aus der Gruppe der Trojaner. Man bezeichnet damit Asteroiden, die auf den Lagrange-Punkten auf der Bahn des Jupiter um die Sonne laufen. (1208) Troilus ist dem Lagrange-Punkt L5 zuzuordnen. Entdeckt wurde der Asteroid am 31. Dezember 1931 vom deutschen Astronomen Karl Wilhelm Reinmuth in Heidelberg.
Benannt wurde der Asteroid nach Troilos, einer legendären Figur des Trojanischen Krieges.

## Trivia
Der Name des Asteroiden wurde 1945 verwendet für die Taufe des US-amerikanischen Angriffsfrachtschiffs (Attack Cargo Ship) der Artemis-Klasse USS Troilus (AKA-46).